# Noordersportpark
Het Noordersportpark is een sportpark in de Nederlandse stad Haarlem. Het sportpark wordt in het noorden begrensd door het Schoterbos, in het oosten door de Jan Gijzenvaart, in het zuiden door de Planetenlaan en in het westen door de Meester Jan Gerritszlaan. In het sportpark liggen voetbal-, tennis-, handbal-, honk- en softbalvelden. naast deze sportvelden is in het sportpark ook een kinderboerderij en een gemeentelijk zwembad te vinden. Ook liggen Het Schoter en het voormalig Haarlemstadion binnen de grenzen van het park.

## Geschiedenis
In 1934 nam voormalige betaald voetbalvereniging EDO zijn intrek op het nieuwe sportpark dat werd geopend aan de Meester Jan Gerritszlaan. De club nam de gehele inboedel van de Kleverlaan, inclusief houten staantribune, mee naar de nieuwe locatie. Het hoofdveld van het sportpark werd van 1954 tot aan 1971 gebruikt als stadion van EDO, dat kwam zeventien seizoenen lang uit in het betaald voetbal van Nederland. Het stadion had naast de houten hoofdtribune de beschikking over drie staantribunes. De maximale capaciteit was 10.000 toeschouwers. In het laatste seizoen voor de degradatie naar de amateurs lag het gemiddelde op 497 betalende bezoekers. Door de sanering in het betaald voetbal door de KNVB betekende dit verplichte degradatie naar het amateurvoetbal. Van de drie staantribunes is enkel nog de tribune aan de lange zijde gespaard gebleven. De houten tribune is bij een brand in 1981 volledig verwoest.
Van 1945 tot 1948 speelde het uit IJmuiden afkomstige Stormvogels ook in het sportpark. Zij waren hun terrein ten tijde van de bezetting kwijtgeraakt aan de bezetter, wegens de aanleg van de Atlantikwall. Na de oorlog was hun terrein volledig verwoest en kregen zij in het seizoen 1947/48 een plek op het nieuw opgebouwde sportpark in IJmuiden.

## Ontwikkelvisie Orionzone
Het sportpark zal worden heringericht met de Ontwikkelvisie Orionweg/Planetenlaan. Alle bestaande sport- en maatschappelijke functies zullen behouden blijven en ontstaan er uitbreidingsmogelijkheden voor recreatieve functies zoals het zwembad en de kinderboerderij. Ook wordt er een gezamenlijk omnisportgebouw op een centrale plek in het sportpark gerealiseerd voor de aanwezige honk-softbalclub en de voetbalclubs.